# Monasterio de Maulbronn

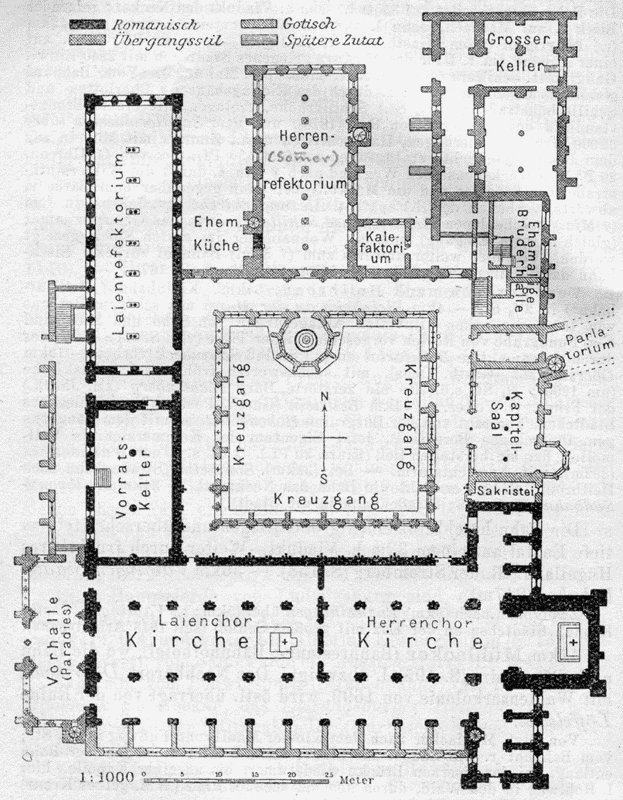
Planta del monasterio.

El Monasterio de Maulbronn (en alemán: Kloster Maulbronn) es uno de los monasterios cistercienses medievales mejor conservados de Europa. Se sitúa en las cercanías de Maulbronn, Baden-Württemberg, Alemania y está separado de la ciudad por un cinturón de fortificaciones. Ciudades cercanas son Bretten y Knittlingen.
El monasterio, que aparece de manera destacada en la novela de Hermann Hesse Bajo las ruedas fue declarado, en el año 1993, Patrimonio de la Humanidad por la Unesco. La justificación para la inscripción fue la siguiente: «El complejo de Maulbronn es el más completo que se conserva de un establecimiento monástico cisterciense en Europa, en particular debido a la supervivencia de sus amplios sistemas de manejo del agua de canales y embalses».
En 2013, Alemania emitió una moneda conmemorativa del Estado de Baden-Wurtemberg, eligiendo el monasterio como imagen del Land.

## Historia
El monasterio se fundó en 1147 bajo los auspicios del primer Papa cisterciense, el Papa Eugenio III. La iglesia principal, construida en un estilo transitorio del románico al gótico, fue consagrada en 1178 por Arnold, obispo de Espira. Después de la Reforma protestante, el duque de Württemberg se apoderó del monasterio en 1504 y construyó allí su pabellón de caza. A mediados de siglo XVII, la anterior abadía se convirtió en un seminario protestante, actualmente conocido como los Seminarios Evangélicos de Maulbronn y Blaubeuren, que lo han ocupado desde entonces. Los clérigos protestantes adaptaron los edificios monásticos para sus propias necesidades.
El monasterio de Maulbronn aparece representando a Baden-Württemberg en 2013 el reverso de la Monedas conmemorativas de 2 euros por Alemania.

## Descripción
En este monasterio se han representado todas las corrientes estilísticas, desde el románico hasta el gótico tardío. El conjunto ofrece una imagen poco habitual de cohesión. La vida y el trabajo de la orden desde el siglo XII hasta el siglo XVI pueden ilustrarse con todo lujo de detalles. La agricultura de los monjes fue considerada ejemplar en la región. Dentro del área del monasterio se practicó la piscicultura y se construyó un complejo sistema de riego. Dentro de los muros del monasterio estaban representados casi todos los oficios. Incluso hoy en día se cultivan las viñas plantadas en su día por los monjes. Es impresionante el buen estado de conservación del monasterio y la idea de cohesión que transmite esta construcción al visitante moderno, con una casi inalterada imagen de la vida medieval en su interior.
Se penetra en el monasterio por un gran portal que se abre sobre los anexos del convento de arquitectura medieval (entramados). En el ante-patio tenían lugar las actividades de los hermanos laicos: edificio de maitines (rezos de la mañana), la forja y el establo, el molino y la prensa. Èl monasterio propiamente dicho es accesible por tres pesadas puertas, anteriormente cubiertas de piel de cerdo, que llevan a la plaza de la iglesia.
El patio del monasterio está rodeado de imponentes edificios de administración y vivienda, así como de torres y una muralla de casi un kilómetro de largo. Los otros edificios - enfermería, refectorio, bodega, auditorio, fragua, fonda, boteria, molino, capilla, etc - se fueron construyendo durante el siglo XIII. El resto de laterales del claustro se remontan al siglo XIV, como la mayoría de los fortificaciones y la fuente. La joya arquitectónica del monasterio es la capilla de la fuente donde los monjes venían a lavarse las manos antes de la comida y donde se cortaban barbas y tonsuras. Esta fuente, o lavatorio, estaba situada en el claustro, pero no en medio del jardín, sino en uno de los laterales separada del mismo. Se accedía directamente desde el pasillo del claustro.

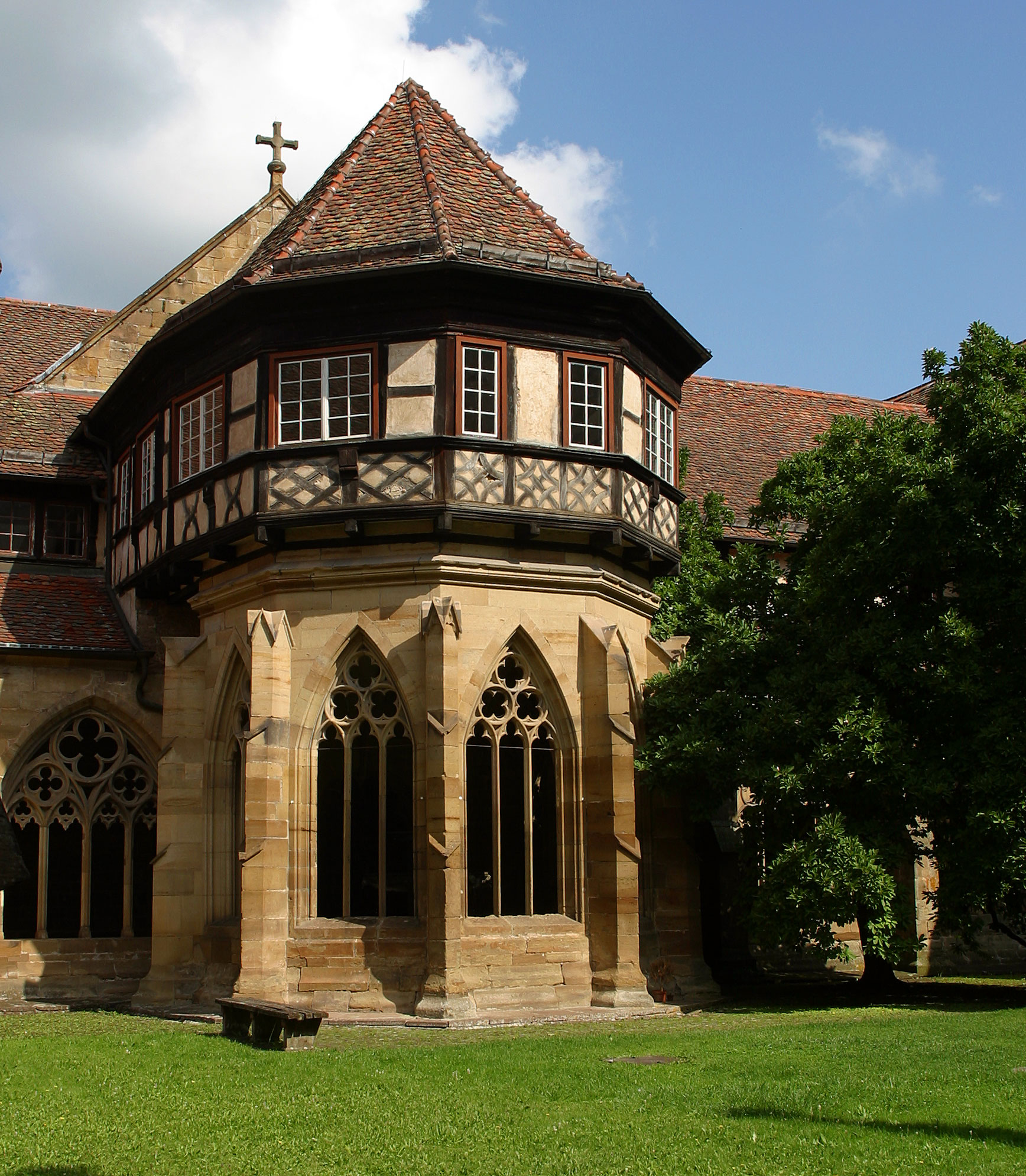
Claustro.

La iglesia románica del monasterio, una basílica de tres naves, es la construcción más antigua del lugar. Parte del mobiliario es una sillería para 92 monjes, hecha de madera de roble y ricamente decorada. La nave de la iglesia está separada en dos por una balaustrada de piedra, que delimita la actividad espiritual de los monjes y la actividad secular de los frailes laicos. En el solsticio de verano, el 21 de junio un rayo de sol atraviesa una vidriera e ilumina la corona de espinas de Cristo, creando como rosas rojas en el lugar de las heridas. Por la nave lateral, se accede al claustro.
Sólo la tracería de las ventanas del claustro han guardado las, aparentemente, ilimitadas formas de expresión del arte de cantería.
El Höllentreppe (la escalera del Infierno), adornada con rosetones, conducía únicamente al dormitorio y al cuarto de calderas, parte del convento que se calentaba. En el fondo del jardín se encuentra la torre en la que el alquimista Johann Georg Faust vivió dos años. Entre los internos del seminario de Maulbronn aparecen algunos otros nombres famosos: Johannes Kepler (1571-1630), Friedrich Hölderlin (1770-1845), Georg Herwegh (1817-1875) y Hermann Hesse (1877-1962), que estuvo de pensionista desde los 14 años en el monasterio.